# 킹덤 하츠
《킹덤 하츠》(일본어: キングダム ハーツ, Kingdom Hearts)는 일본의 스퀘어 에닉스와 월트 디즈니 컴패니가 합작하여 제작한 액션 롤플레잉 게임 시리즈이다. 아래는 이 게임의 시리즈에 대한 내용이다.

## 시리즈 작품 일람

### 작품 해설
킹덤 하츠
킹덤 하츠 체인 오브 메모리즈
킹덤 하츠 II
킹덤 하츠 358/2 Days
킹덤 하츠 리코디드
킹덤 하츠 버스 바이 슬립
시리즈의 향후

### 시계열
시리즈 작품은 모두 짧은 기간에 연결된 동일한 세계관에 있어서의 이야기이며, 상기를 정리하면 시계열은 이하와 같은 줄이 된다.
- 킹덤 하츠 버스 바이 슬립 - 킹덤 하츠의 10년 전
- 킹덤 하츠
- 킹덤 하츠 체인 오브 메모리즈 - 킹덤 하츠의 엔딩 직후
- 킹덤 하츠 358/2 Days - 킹덤 하츠 종반과 동시기에 개시, 킹덤 하츠II까지 이어지는 1년
- 킹덤 하츠II - 킹덤 하츠의 대략 1년 후, 358/2 Days의 엔딩 직후
- 킹덤 하츠 리코디드 - 킹덤 하츠II의 엔딩 후, 킹덤 하츠II의 에필로그(스탭롤 이후 나오는 장면) 전
- 킹덤 하츠 3D ［드림 드롭 디스턴스］ - 리코디드의 엔딩 후, 킹덤 하츠II의 에필로그 후

## 게임 특징
게임 장르와 특징
게임의 진행과 스토리
배틀 특징
플레이어 파티
시크릿 무비
FF시리즈와의 관계

## 음악
주제가
- 『빛』：KH、COM、Re:COM、BbS、Re:coded
  - 『Simple And Clean』：KHFM、BbSFM
- 『Passion』：KH2、Days
  - 『Sanctuary』：KH2FM

사운드 트랙·관련 CD
- 『킹덤 하츠 오리지널 사운드 트랙』
- 『킹덤 하츠II 오리지널 사운드 트랙』
- 『KINGDOM HEARTS Original Soundtrack COMPLETE』
- 『KINGDOM HEARTS Birth by Sleep & 358/2 Days 오리지널 사운드 트랙』
- 『drammatica -The Very Best of Yoko Shimomura-』 - KH시리즈의 곡이 4곡 수록되고 있다
- 『Piano Collections KINGDOM HEARTS』
- 『Piano Collections KINGDOM HEARTS Field & Battle』

## 등장 캐릭터
킹덤 하츠의 등장 캐릭터를 참조.

## 주요 키워드
이야기에 관련하는 키워드를 기재한다.

### 키 아이템
이야기 속에서 중요한 역할을 완수하는 아이템.
키 블레이드
키 블레이드의 계통
킹덤 하츠

### 세계
데스티니 아일랜드
디즈니 캐슬&디즈니 타운 = 타임레스리버
트라버스 타운
호로우 버스티온 = 레디언트 가든
엔드 오브 더 월드
망각의 성 = 여행의 땅
신비한 탑
트와이라이트 타운
존재하지 않았던 세계 ( 또는 이 멋진 세계 )
키 블레이드 묘지

### 위협
세계를 위협하는 위험한 존재.
하트레스
자세한 것은 하트레스를 참조。
노바티
자세한 것은노바디를 참조.
안바스
드림 이터

### 인물·조직
이야기 속에서 특별한 능력을 가져, 중요한 역할을 담당하는 존재.
세븐 프린세스
「순수한 빛의 마음」을 가지는, 빛의 세계를 지탱하는 7명의 특별한 소녀들. 카이리, 백설공주, 신데렐라, 앨리스, 오로라, 벨, 쟈스민의 7명으로부터 된다. 그녀들의 마음에는 어둠이 존재하지 않기 때문에, 통상의 인간과 같이 마음을 잃어도 신체는 멸망하지 않고, 하트레스와 노바디는 탄생하지 않는다(다만 나미네의 경우는 다른 노바디와는 다른 경위로 태어났기 때문에 예외). 그녀들의 마음이 어둠의 문을 여는 「사람의 마음의 키 블레이드」를 만들어 내는 열쇠로도 되기 위해, 「KH」에서는 비란즈와 안셈에 차례차례로 잡혔지만, 소라들에 의해서 구해져 각각의 고향인 세계로 무사히 귀환했다.
비란즈
XIII기관
노바디 중에서도 특별한 힘을 가진 존재들에 의해서 결성된 조직.
자세한 것은 XIII 기관을 참조.
키 블레이드 마스터

### 이동 수단
구미 숍
어둠의 회랑
이공의 회랑
키 블레이드 라이드
별의 조각

### 그 외
상기 이외로 이야기에 깊게 관련되는 키워드.
약속의 부적
유대의 부적
빛의 문
어둠의 문
협간의 자의 옷(검은 코트)
지미니 메모
시솔트 아이스
정신 세계
기억의 쇠사슬
레프리카 계획
잠의 방
각성의 방

## 만화·소설
| 게임                                  | 메타크리틱 |
| ------------------------------------- | ---------- |
| 킹덤 하츠                             | 85         |
| 킹덤 하츠: 체인 오브 메모리즈         | 76         |
| 킹덤 하츠 II                          | 87         |
| 킹덤 하츠 리체인 오브 메모리즈        | 68         |
| 킹덤 하츠 358/2 Days                  | 75         |
| 킹덤 하츠 버스 바이 슬립              | 82         |
| 킹덤 하츠 리코디드                    | 66         |
| 킹덤 하츠 3D: 드림 드롭 디스턴스      | 75         |
| 킹덤 하츠 HD 1.5 리믹스               | 77         |
| 킹덤 하츠 HD 2.5 리믹스               | 81         |
| 킹덤 하츠 언체인드 χ                  | 70         |
| 킹덤 하츠 HD 2.8 파이널 챕터 프롤로그 | 78         |
| 킹덤 하츠 HD 1.5 + 2.5 리믹스         | 84         |

## 같이 보기
- 스퀘어 에닉스
- 타카라 토미
- 월트 디즈니 컴퍼니
- 파이널 판타지 시리즈